# Anisomerinus
Anisomerinus är ett släkte av skalbaggar. Anisomerinus ingår i familjen Rhynchitidae.
Kladogram enligt Catalogue of Life:
| Anisomerinus | \| \| Anisomerinus proteae \| \| \| \| \| \| Anisomerinus scalptus \| \| \| \| |
|              | \| \| Anisomerinus proteae \| \| \| \| \| \| Anisomerinus scalptus \| \| \| \| |
|              | Anisomerinus proteae                                                           |
|              |                                                                                |
|              | Anisomerinus scalptus                                                          |
|              |                                                                                |